# Ptychadena anchietae
Ptychadena anchietae es una especie  de anfibios de la familia Ptychadenidae.

## Distribución geográfica
Se encuentra en Angola, Botsuana, República del Congo, República Democrática del Congo, Eritrea, Etiopía, Kenia, Malaui, Mozambique, Namibia, Somalia, Sudáfrica, Sudán, Sudán del Sur, Suazilandia, Tanzania, Uganda, Yibuti, Zambia, Zimbabue y, posiblemente en Burundi y Ruanda.

## Estado de conservación
Se encuentra amenazada por la pérdida de su hábitat natural.